# Eduard Kruse
Karl Eduard Ludvig Kruse, född 17 augusti 1906 i Stockholm, död 12 juni 1982 i Västerleds församling, Stockholms län, var en svensk väg- och vattenbyggnadsingenjör.
Kruse avlade studentexamen 1925 och utexaminerades från Kungliga Tekniska högskolan 1929. Han var anställd vid AB Vattenbyggnadsbyrån i Stockholm 1930–1932, ingenjör vid Stockholms stads gatukontor 1932–1938, byråingenjör vid Helsingborgs stads byggnadskontor 1938–1942, sektionschef vid Fortifikationsförvaltningens byggnadskontor 1942–1945, bedrev egen verksamhet 1945–1946, var konsulterande ingenjör vid Kjessler & Mannerstråle AB från 1947 och en period även styrelseordförande i detta företag. Eduard Kruse är gravsatt i minneslunden på Råcksta begravningsplats.